# サシチョウバエ
サシチョウバエ (sand fly) は、双翅目（ハエ目）サシチョウバエ亜科 (Phlebotominae) に属する昆虫の総称。一部の種はトリパノソーマ科の原虫リーシュマニアの媒介者で、人獣共通感染症であるリーシュマニア症の感染源として知られている。

## 分類
サシチョウバエ亜科は、世界に約500種が知られる。そのうち、感染症の媒介者としては30種ほどが知られる。
日本からはニホンサシチョウバエ Sergentomyia squamirostris 1種のみが記録されているが、感染症を媒介することは知られていない。